# Hotel Welt w Katowicach
Hotel Welt w Katowicach (niem. Welts Hotel) – pierwszy hotel wzniesiony w Katowicach, przy Rynku nr 12 (dziś początek ul. Warszawskiej). Spalony w 1945 roku.

## Historia

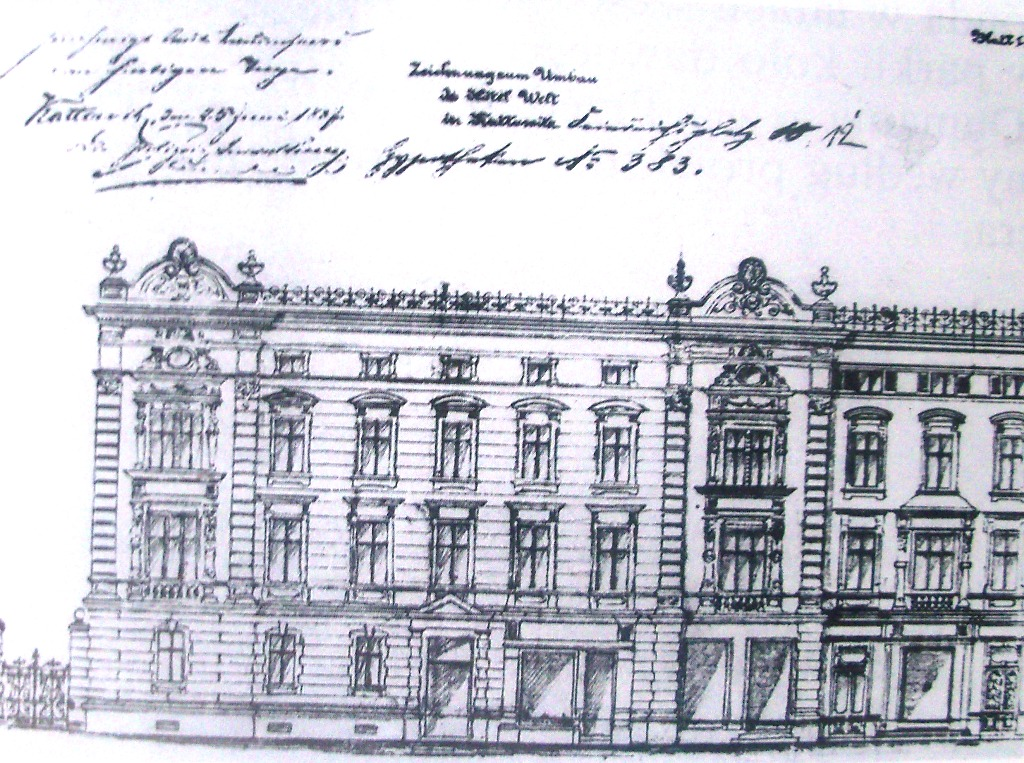
Hotel „Welt” w Katowicach − plan

W 1848 przy katowickim Rynku nr 12, w miejscu północnej części obecnego Domu Handlowego „Zenit”, otwarto pierwszy hotel w Katowicach. Od nazwiska jednego z właścicieli − Karla Welta − był on popularnie nazywany „Hotelem Welta” (niem. „Welts Hotel”). Współwłaścicielem hotelu był początkowo Isaak Grätzer. W 1850 r. w hotelowej sali restauracyjnej na parterze wystąpił w nim ze swoją orkiestrą Johann Strauss. W 1855 r. w hotelu zatrzymał się Józef Lompa, którego zadziwiło „amerykańskie” tempo rozwoju Katowic.
Na początku lat 90. XIX w. nieruchomość kupił Otto Retzlaff i zmienił jej nazwę na „Hotel Retzlaff”. W 1897 r. obiekt przebudowano w stylu eklektycznym i połączono z sąsiednim budynkiem o adresie Rynek 13, wzniesionym w latach 50., w którym działał „Hotel de Prusse” (jego właścicielem był wówczas Max Wiener). Podczas tej przebudowy w gabaryty obiektu wchłonięta została parterowa budowla, istniejąca wcześniej między obydwoma budynkami i w ten sposób ten fragment dawnej południowej pierzei Rynku uzyskał jednolitą, ciągłą zabudowę. W okresie międzywojennym część budynku, w której mieścił się wcześniej „Hotel Welt”, wykupił Bank Ziemski. Na parterze powstały cukiernia i kawiarnia „Europa” oraz restauracja „Teatralna” Franciszka Horaka. Na wyższych kondygnacjach mieściły się m.in. biuro filmowe „Silesia” oraz kancelaria adwokacka, którą w latach 1925-1933 (a po 1933 r. oddzielnie) prowadzili dr. Władysław Michejda i dr. Włodzimierz Dąbrowski.
W miejscu dawnego ogrodu hotelu „Welt”, znajdującego się po wschodniej stronie budynku, w 1874 roku wybudowano dla rodziny Altmannów – właścicieli hurtowni żelaza i wielu innych kamienic w mieście – kamienicę mieszkalno-handlową. Wzniesiona według projektu Paula Jackischa z Bytomia w stylu eklektycznym z elementami neorenesansowymi otrzymała ona adres Rynek 11 (dziś Warszawska 1).
Dawny „Hotel Welt” został spalony w 1945 r. przez wkraczające do miasta oddziały Armii Czerwonej. Żołnierze radzieccy podpalili obiekt po dostaniu się do magazynów zlokalizowanego w nim sklepu monopolowego. W 2005 podczas przebudowy sieci kanalizacyjnej odkryto zachowane częściowo piwnice hotelu.